# Zákolanský potok
Zákolanský potok är ett vattendrag i Tjeckien. Det ligger i den centrala delen av landet, 18 km nordväst om huvudstaden Prag.